# Armando González (ur. 2003)
Armando „Hormiga” González Alba (ur. 20 kwietnia 2003 w Celayi) – meksykański piłkarz występujący na pozycji napastnika, od 2024 roku zawodnik Guadalajary.
Jego ojciec Armando González również był piłkarzem.